# Файруз, Ай
Ай Файруз (яп. ファイルーズ あい Файру:дзу Ай, масри اى فيروز; род. 6 июля 1993 года в Токио, Япония) — японская сэйю. Лауреат премии Seiyu Awards в категории «Лучшая начинающая актриса» (2020). Свою первую главную роль получила в аниме-сериале How Heavy Are the Dumbbells You Lift?, в котором озвучила Хибики Сакуру. Также озвучила Эрипиё из аниме-сериала If My Favorite Pop Idol Made It to the Budokan, I Would Die, Джолин Кудзё из JoJo’s Bizarre Adventure: Stone Ocean и Пауэр из аниме-сериала «Человек-бензопила».

## Биография
Ай Файруз Кадота (яп. 門田ファイルーズ あい Кадота Файру:дзу Ай) родилась 6 июля 1993 года в Токио в семье японки и египтянина. Была названа в честь ливанской певицы Файруз. Получила начальное образование в Каирской японской школе в Эль-Гизе, Египет. После завершения начального образования вернулась в Японию. В средней школе Файруз познакомилась с серией манги JoJo’s Bizarre Adventure. Вследствие возросшего интереса к серии она присоединилась к совместным с другими поклонниками сеансам чтения манги в мессенджере Skype. В конечном итоге Файруз решила начать карьеру актрисы озвучивания (сэйю), однако родители поначалу не одобрили её устремлений. Вместо этого Файруз сначала училась в профессиональной школе графического дизайна, после чего в течение года работала ассистенткой стоматолога. Как только ей удалось накопить достаточно средств на обучение, она записалась в школу подготовки актёров озвучивания.
После окончания обучения Файруз подписала контракт с агентством Pro-Fit, специализирующимся на подборе сэйю. В 2019 году Файруз получила свою первую главную роль, озвучив Хибики Сакуру, главную героиню аниме-сериала How Heavy Are the Dumbbells You Lift?. Файруз совместно с Кайто Исикавой исполнила открывающую музыкальную тему аниме-сериала под названием «Onegai Muscle», а также в рамках продвижения сериала снималась в различных видеороликах о тяжёлой атлетике. В дальнейшем была учреждена на роль Эрипиё в аниме-сериале If My Favorite Pop Idol Made It to the Budokan, I Would Die, вышедшем в 2020 году, и в котором Файруз исполнила закрывающую музыкальную тему «Momoiro Kataomoi», кавер на одноимённую песню Аи Мацууры.
На 14-й церемонии вручения премии Seiyu Awards, проходившей в марте 2020 года, Файруз стала одной из шести лауреатов премии в категории «Лучшая начинающая актриса». В 2021 году озвучила Манацу Нацуми/Кюа Саммер из аниме-сериала Tropical-Rouge! Pretty Cure.
В апреле 2021 года Файруз получила роль Джолин Кудзё в аниме-адаптации шестой части серии манги JoJo’s Bizarre Adventure. В аниме-сериале «Человек-бензопила», трансляция которого проходила с октября по декабрь 2022 года, Файруз озвучила охотницу на демонов Пауэр.
В связи с закрытием 31 марта 2022 года агентства Pro-Fit, в конце 2021 года Файруз подписала контракт с агентством Raccoon Dog, основанным сэйю Нобухико Окамото.
31 декабря 2024 года Файруз в связи с диагностированным у неё посттравматическим стрессовым расстройством (ПТСР) временно ограничила свою деятельность, чтобы сосредоточиться на выздоровлении. 31 марта 2025 года Файруз покинула агентство Raccoon Dog. 1 апреля перешла в Mausu Promotion и с этого дня в полном объёме возобновила свою деятельность.

## Личная жизнь
У Файруз есть старший брат Гихадо Кадота (яп. 門田ギハード Кадота Гиха:до), который представляет Японию на соревнованиях по ледолазанию.
Свободно владеет арабским языком (в том числе египетским диалектом).

## Избранная фильмография

### Аниме-сериалы
2019
- Cautious Hero: The Hero Is Overpowered but Overly Cautious — Валькирия
- Dr. Stone — Народ Мира[3]
- Is It Wrong to Try to Pick Up Girls in a Dungeon? II — лидер отряда[3]
- How Heavy Are the Dumbbells You Lift? — Хибики Сакура[4]
- Kandagawa Jet Girls — Эмили Оранж[19]
- «Ванпанчмен» — гражданка A[3]

2020
- By the Grace of the Gods — Джейн[3]
- If My Favorite Pop Idol Made It to the Budokan, I Would Die — Эрипиё[8]
- Kiratto Pri Chan (третий сезон) — Элис Кагаяки[20]
- Mewkledreamy — Токива Андзай[21][22]
- Monster Girl Doctor — Кэй Арте[23]
- Yashahime: Princess Half-Demon — Такэтиё[24]
- «Корзинка фруктов» — ученица[3]

2021
- Full Dive: This Ultimate Next-Gen Full Dive RPG Is Even Shittier than Real Life! — Алисия[25]
- Fushigi Dagashiya Zenitendo — Кохаку[26]
- Kageki Shojo!! — Саяко Ямада
- Mewkledreamy Mix! — Токива Андзай
- Rumble Garanndoll — Рин Акаги[27]
- Tropical-Rouge! Pretty Cure — Манацу Нацуми/Кюа Саммер[11]
- «Токийские мстители» — Мандзиро Сано (в детстве)[3]

2022
- Bibliophile Princess — София
- In the Heart of Kunoichi Tsubaki — Сумирэ[28]
- Shine Post — Рэми Насиноки[29]
- Skeleton Knight in Another World — Арианна Гленис Лалатоя[30]
- The Eminence in Shadow — Дельта[31]
- Trapped in a Dating Sim: The World of Otome Games Is Tough for Mobs — Анджелика Рафа Редгрейв[32]
- Yu-Gi-Oh! Go Rush!! — Ньяндэстар[33]
- «Человек-бензопила» — Пауэр[13]

2023
- Handyman Saito in Another World — Раэльза[34]
- KamiErabi God.app — Мицуко[35]
- KonoSuba: An Explosion on This Wonderful World! — Сесилия[36]
- Magical Destroyers — Анархия[37]
- Mushoku Tensei: Jobless Reincarnation 2 — Риния Дедорудия[38]
- My Daughter Left the Nest and Returned an S-Rank Adventurer — Маргарита[39]
- Ragna Crimson — Слайм[40]
- Summoned to Another World for a Second Time — Ливая[41]
- The Most Heretical Last Boss Queen — Прайд[42]
- The Vexations of a Shut-In Vampire Princess — Нелия Каннингем[43]
- YouTuNya — Ня[44]

2024
- 365 Days to the Wedding — Нао Умияма[45]
- Bye Bye, Earth — Белль Лаблак[46]
- I Was Reincarnated as the 7th Prince so I Can Take My Time Perfecting My Magical Ability — Грим[47]
- Kumarba — Кумарба[48]
- Let This Grieving Soul Retire! — Лиз Смарт[49]
- Magilumiere Co. Ltd. — Кана Сакураги[50]
- Mayonaka Punch — Лайв[51]
- Mysterious Disappearances — Сумирэко Огава[52]
- Negative Positive Angler — Хана Аюкава[53]
- Tohai — Амина[54]
- Villainess Level 99 — Юмиэлла Долкнесс[55]
- Viral Hit — Аки Ясио[56]
- «Жемчуг дракона Дайма» — Панзи[57]
- «Кайдзю № 8» — Кикору Синомия[58]
- «Семь смертных грехов: Четыре всадника Апокалипсиса» — Гавейн[59]

2025
- Bye Bye, Earth (второй сезон) — Белль Лаблак[60]
- Catch Me at the Ballpark! — Рурико[61]
- Detectives These Days Are Crazy! — Адзуха Хосино[62]
- I’m Living with an Otaku NEET Kunoichi!? — Аямэ Момоти[63]
- New Saga — Ризе[64]
- Okitsura — Кана Хига[65]
- Shukan Ranobe Anime (Marie Antoinette ni Tensei Shita node, Zenryoku de Guillotine wo Kaihi Shimasu) — Мария-Антуанетта[66]
- This Monster Wants to Eat Me — Мико Ясиро[67]
- Tojima Tanzaburo wa Kamen Rider ni Naritai — Юкарису[68]

2026
- Dead Account — Киёми Урусугава[69]
- «Re:Zero. Жизнь с нуля в альтернативном мире» (четвёртый сезон) — Шаула[70]

TBA
- Isekai Quartet 3 — Дельта[71]
- Magical Girl Raising Project: Restart — Чудо в Маске[72]

### Аниме-фильмы
- 2020 — Happy-Go-Lucky Days — Саёко[73]
- 2025 — Eiga Shimajiro Shimajiro to Yuki no Uta — Майли[74]

### OVA/ONA/Спешлы
- 2019 — Zenonzard: The Animation Episode 0 — Рури Минамино[75]
- 2021—2022 — JoJo’s Bizarre Adventure: Stone Ocean — Джолин Кудзё, похожая на Джолин Кудзё женщина, Айрин[12]
- 2023 — Akuma-kun — Гремори[76]
- 2023 — Oshiri Tantei Cosmic Front — Микку[77]
- 2023 — Pokémon Concierge — Ариса[78]
- 2023 — Space Idol — Сэффи[79]
- 2023 — «Скотт Пилигрим жмёт на газ» — Рамона Флауэрс[80]
- 2024 — Sweets Mate — Черри[81]
- 2024 — Tokyo Override — Кай[82]
- 2025 — Gekkan! Nanmono Anime — Нори Онигири[83]
- 2025 — Shinsei Galverse — Ди Ди[84]

### Кукольная анимация
- 2024 — Thunderbolt Fantasy: Toriken Yuki 4 — Хаогёку[85]

### Компьютерные игры
2020
- Azur Lane — USS Intrepid (CV-11)
- Cytus II — Шерри[86]
- Dragalia Lost — Надин
- Fate/Grand Order — Сэй-Сёнагон[87]
- Kandagawa Jet Girls — Эмили Оранж
- Kantai Collection — USS Hornet (CV-8)
- KonoSuba: Fantastic Days — Сесилия[88]
- Show by Rock!! Fes A Live — Гярако[89]

2021
- Blue Archive — Фука Айкиё[90]
- Epic Seven — Ленди[91]
- Magia Record — Сан Кагура[92]
- The Legend of Heroes: Kuro no Kiseki — Асэн Лу
- Wonder Boy: Asha in Monster World — Аша, другие роли[93]
- Yuki Yuna is a Hero: Hanayui no Kirameki — Химэ Хоккэдо[94]

2022
- Dyschronia: Chronos Alternate — Систелия[95]
- JoJo’s Bizarre Adventure: Last Survivor — Джолин Кудзё
- JoJo’s Bizarre Adventure: All Star Battle R — Джолин Кудзё
- Naraka: Bladepoint — Цзыпин Инь[96]
- Pokémon Scarlet и Violet — Ионо (только в промовидео)
- The Legend of Heroes: Kuro no Kiseki II — Crimson Sin — Селис Ортезия[97], Асэн Лу[98]
- Trinity Trigger — Виз[99]

2023
- 404 Game Re:set — Virtua Fighter[100]
- Goddess of Victory: Nikke — Пауэр[101]
- Octopath Traveler II — Ори[102]

2024
- Genshin Impact — Шилонен[103]

2025
- Kaiju No. 8: The Game — Кикору Синомия[104]
- Rusty Rabbit — Анна[105]
- The Hundred Line: Last Defense Academy — Даруми Амэмия[106]

## Награды и номинации
| Год  | Награда                  | Результат  | Категория | Работа                                                | Прим.   |
| ---- | ------------------------ | ---------- | --- | ----------------------------------------------------- | ------- |
| 2020 | Seiyu Awards             | Победа     | Лучшая начинающая актриса (вместе с Мадокой Асахиной, Михо Окасаки, Миюри Симабукуро, Наной Мори и Саюми Судзусиро) | н/д                                                   | [ 10 ]  |
| 2023 | Crunchyroll Anime Awards | Номинация  | Лучший сэйю | Джолин Кудзё из JoJo’s Bizarre Adventure: Stone Ocean | [ 107 ] |
| 2025 | Anime Trending Awards    | 17-е место | Эндинг года (вместе с Риной Хидакой)                                                                                | «Suki ga Rebechi» из Villainess Level 99              | [ 108 ] |
| 2025 | Seiyu Awards             | Победа     | Награда за работу над иностранным фильмом/сериалом (вместе с Мааей Утидой)                                          | н/д                                                   | [ 109 ] |